# Sajania
Sajania este un gen de molie din familia Noctuidae.

## Referențe
- Muzeul de Istorie naturală Lepidoptere genul baza de date